# Osan-myeon, Gokseong-gun
Osan-myeon (koreanska: 오산면) är en socken i kommunen Gokseong-gun i provinsen Södra Jeolla i den södra delen av Sydkorea, 260 km söder om huvudstaden Seoul.